# Агропельтер

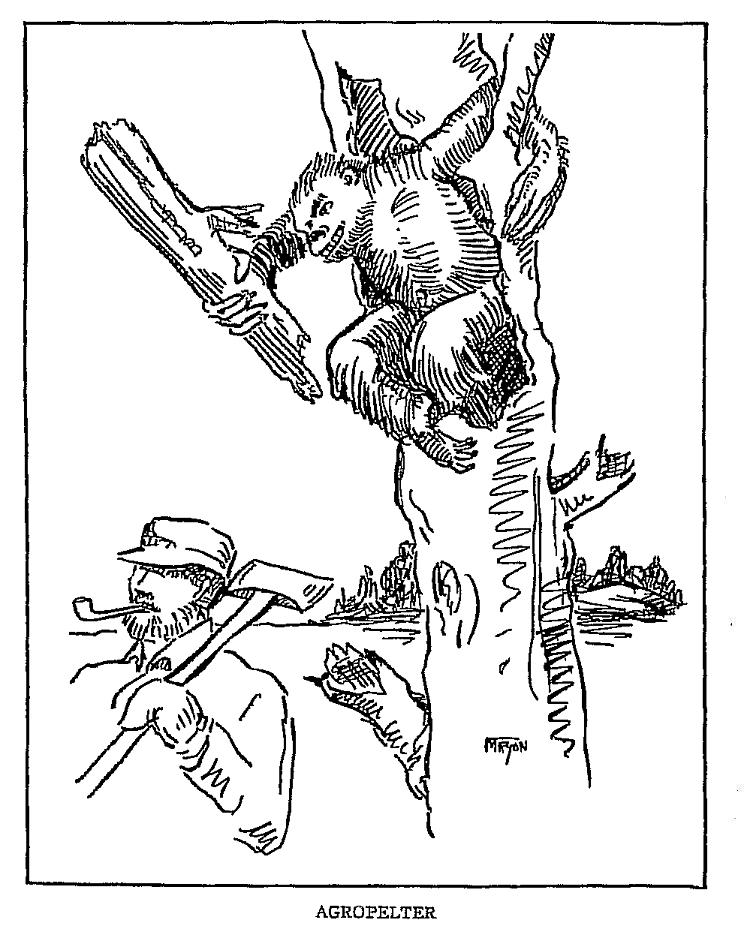
Аргопельтер

Агропельтер (англ. Agropelter) — мифическое животное, которое, по легендам, селится в полых стволах деревьев хвойных лесов от штата Мэн до штата Орегон. Сидя в стволе дерева, существо будто бы поджидает неосторожного человека и швыряет щепки, сучья и ветки в незваного гостя. Согласно некоторым описаниям, это создание движется настолько быстро, что его невозможно заметить. Согласно другим описаниям, аргопельтер имеет «тонкое тело, злодейское лицо обезьяны и сильные руки, с помощью которых может обламывать мертвые ветви и метать их с такой мощью, что они летят, как снаряды из шестидюймовой пушки». Согласно легенде, его детёныши всегда рождаются 29 февраля и всегда в нечётном количестве.